# SN2 reakció

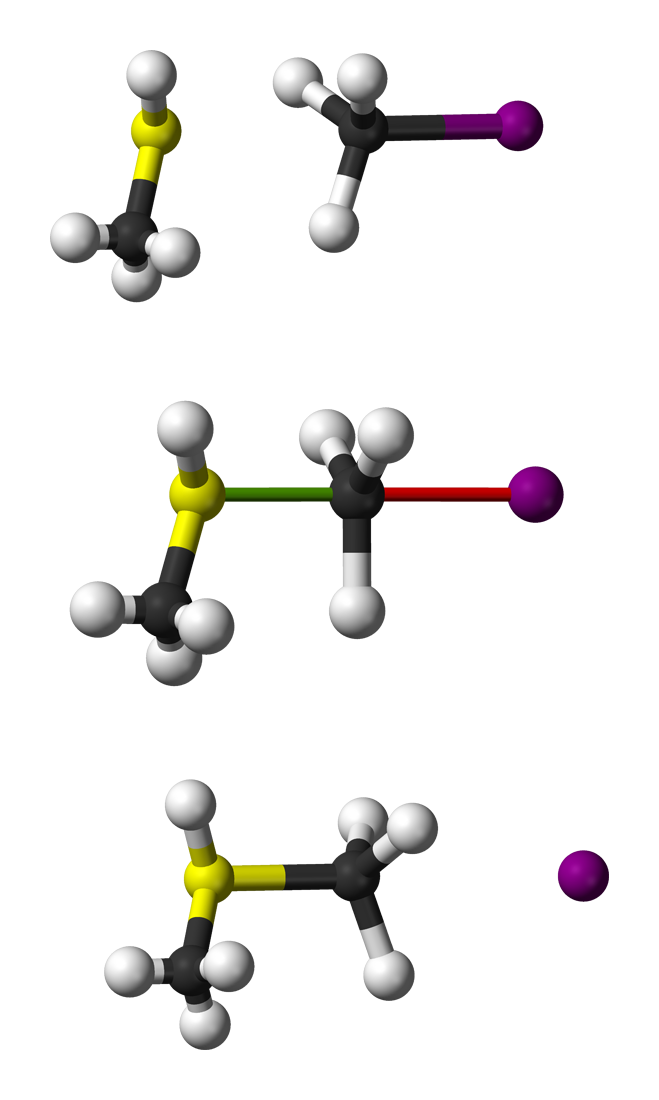
A CH_{3}SH és CH_{3}I közötti S_{N}2 reakció pálcikamodelles megjelenítése

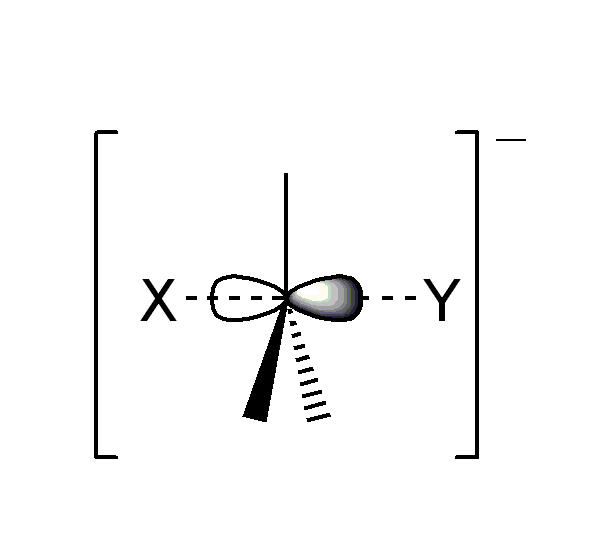
Az S_{N}2 átmeneti állapot szerkezete

Az SN2 reakció a szerves kémiában gyakori reakciómechanizmus, melynek során egy kötés felhasadásával egy időben, azaz egy lépésben egy új kötés alakul ki. Az SN2 a nukleofil szubsztitúciós reakciómechanizmus egyik fajtája. Mivel két reagáló részecske vesz részt a lassú (sebességmeghatározó) lépésben, innen az elnevezés: (bi-molekuláris) nukleofil szubsztitúció, vagy SN2. A másik fő típus az SN1.
Ez a fajta reakció annyira gyakori, hogy több más elnevezése is létezik, például „bimolekuláris nukleofil szubsztitúció”, vagy szervetlen kémikusok között „asszociatív szubsztitúció” vagy „köztes csere mechanizmus”.

## Reakciómechanizmus
A reakció leggyakrabban alifás sp3 széncentrumon játszódik le, melyhez elektronegatív, stabil távozó csoport – jellemzően halogénatom – kapcsolódik (ennek jelölése rendszerint X). A C−X kötés felhasadása és az új (gyakori jelöléssel C−T vagy C−Nu) kötés kialakulása egyidejűleg, egy átmeneti állapoton keresztül megy végbe, amelyben a nukleofilen támadott szénatom ötös koordinációjú, közelítőleg sp2 hibridizációval. A nukleofil a szénatomot a távozó csoporttal átellenes oldalon (180°-os szögben) támadja, mivel ez biztosítja a legnagyobb átfedést a nukleofil nemkötő elektronpárja és a C−X σ* lazítópálya között. A távozó csoport ezután a másik oldalon eltávolodik, így a képződő termékben a központi atom körüli tetraéderes geometria a kiindulási állapot inverze lesz.
Ha a reakció szubsztrátja királis, akkor ez gyakran inverz konfigurációt eredményez (sztereokémia), ezt Walden-inverziónak nevezzük.
Egy példa az SN2 reakcióra: a Br− (nukleofil) támadása etil-kloridon (elektrofil), ennek terméke etil-bromid, és távozó csoportként egy kloridion lép ki:

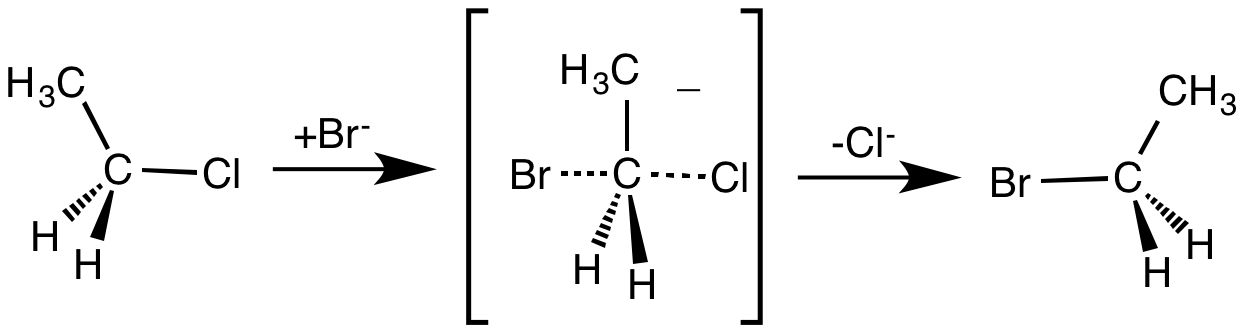
Etil-klorid és bromidion S_{N}2 reakciója

SN2 támadás akkor fordul elő, ha a szubsztráton a távozó csoporttal átellenes oldalon a szubsztituensek nem jelentenek sztérikus gátat. Emiatt ez a mechanizmus általában sztérikusan nem gátolt primer és szekunder szénatomokon játszódik le. Sztérikusan zsúfolt reakciócentrum esetén – például tercier szénatomon – a reakció SN2 helyett inkább SN1 mechanizmus szerint fog lejátszódni (az SN1 ebben az esetben azért is valószínűbb, mert kellően stabil karbokation köztitermék alakulhat ki).

## A reakció sebességét befolyásoló tényezők
A reakció sebességét négy tényező befolyásolja:

### A szubsztrát
A szubsztrát játssza a legfontosabb szerepet a reakció sebességének meghatározásában. Ennek oka, hogy a nukleofil a szubsztrátot hátulról támadja, és ennek folyományaként hasad fel a szén és a távozó csoport közötti kötés, és alakul ki a szén–nukleofil kötés. Ezért ahhoz, hogy az SN2 reakció sebessége a lehető legnagyobb lehessen, a szubsztrátnak sztérikusan a lehető legkevésbé gátoltnak kell lennie. Összességében ez azt jelenti, hogy a metil és primer szubsztrátok reagálnak a leggyorsabban, majd ezt követik a szekunder szubsztrátok. Sztérikus gátlás miatt a tercier szubsztrátok nem vesznek részt SN2 reakcióban. Azon szerkezetek, melyek egy távozó csoport egyszerű kilépésével rendkívül stabil kationt – például rezonancia-stabilizált karbokationt – tudnak képezni, különösen hajlamosak az SN2-vel versengő SN1 úton reagálni.

### Nukleofil
A szubsztráthoz hasonlóan a nukleofil erősségét is befolyásolja a sztérikus gátlás. A metoxid anion például erős bázis és erős nukleofil, mert metil nukleofil és így sztérikusan nincs gátolva. A terc-butoxid ezzel szemben erős bázis, de gyenge nukleofil, mert a három metilcsoport akadályozza a széncentrum megközelítését. A nukleofil erősségét a töltés és az elektronegativitás is befolyásolja: a nukleofilicitás növekszik a negatív töltés növekedésével és az elektronegativitás csökkenésével. Például a OH− jobb nukleofil, mint a víz, a I− jobb nukleofil, mint a Br− (poláris protikus oldószerben). Poláris aprotikus oldószerben a nukleofilicitás a periódusos rendszer egy oszlopán belül felfelé haladva nő, mivel az oldószer és a nukleofil között nincs hidrogénkötés; ebben az esetben a nukleofilicitás a bázicitást tükrözi. A I− így a Br−-nál gyengébb nukleofil lenne, mivel gyengébb bázis. 

### Oldószer
Az oldószer befolyásolja a reakció sebességét, mert attól függően, hogy molekulái körbeveszik-e (szolvatálják-e) a nukleofilt vagy sem, gátolhatja annak a szénatomhoz való közeledését. A poláris aprotikus oldószerek, mint a tetrahidrofurán, jobb oldószerei ennek a reakciótípusnak, mint a protikus oldószerek, mivel utóbbiak hidrogénkötést alakítanak ki a nukleofillel, ami megnehezíti a reakciócentrum támadását. A kis dielektromos állandóval rendelkező poláris protikus oldószerek vagy a gátolt végű dipólus az SN2 mechanizmusnak kedvez. Példák: DMSO, DMF, aceton stb. Poláris aprotikus oldószerben a nukleofilicitási sorrend megegyezik a bázicitási sorrenddel.

### Távozó csoport
A távozó csoport és a szénatom közötti kötés erőssége, valamint a távozó csoport anionjának stabilitása egyaránt befolyásolja a reakció sebességét. Minél stabilabb a távozó csoport konjugált bázisa, annál nagyobb a valószínűsége, hogy a reakció során magával viszi a kötést létesítő elektronpárt. Ezért minél gyengébb konjugált bázis a távozó csoport, azaz minél erősebb sav a konjugált savja, annál könnyebben távozó csoportról van szó. Jó távozó csoportok például a halogenidek (kivéve a fluoridot, a szénatommal alkotott erős kötése miatt) és a tozilát, ezzel szemben például a HO− és H2N− nem jó távozó csoportok.

## Reakciókinetika
Az SN2 reakció másodrendű, mivel a sebességmeghatározó lépés mind a nukleofil [Nu−], mind a szubsztrát [RX] koncentrációjától függ:
r = k[RX][Nu−]
Ez alapvető különbség az SN1 és SN2 mechanizmusok között. Az SN1 reakció során a nukleofil a sebességmeghatározó lépés befejeződése után támad, míg az SN2 reakcióban a nukleofil a sebességmeghatározó lépésben szorítja ki a távozó csoportot. Más szóval, az SN1 reakciók sebessége csak a szubsztrát koncentrációjától függ, míg az SN2 reakció sebességét mind a szubsztrát, mind a nukleofil koncentrációja befolyásolja.
Kimutatták, hogy ritka (de előre jelezhető) eseteket kivéve a primer és szekunder szubsztrátok az SN2 mechanizmus szerint reagálnak, míg a tercier szubsztrátoknál SN1 folyamat játszódik le. Két olyan tényező van, amely megnehezíti a szekunder szénatomokon lejátszódó nukleofil szubsztitúciós reakciók mechanizmusának meghatározását:
1) A vizsgált reakciók jelentős része szolvolízis, amelyben az oldószermolekula – ez gyakorta valamilyen alkohol – a nukleofil. Bár a mechanizmus másodrendű, kinetikailag a reakció elsőrendű, mivel a nukleofil – az oldószer – koncentrációja gyakorlatilag nem változik meg a reakció során. Ezt a fajta reakciót pszeudo-elsőrendű reakciónak is nevezik.
2) Azon reakciók esetében, ahol a távozó csoport maga is jó nukleofil – például bromidion –, ott a távozó csoport is indíthat SN2 reakciót (egy másik) szubsztrát molekulán. Ha a szubsztrát királis, ez inverziót okozhat még a szolvolízis előtt, racém terméket eredményezve – ami SN1 mechanizmus alapján lenne várható. Bromid távozó csoport és alkoholos oldószer esetében Cowdrey és munkatársai kimutatták, hogy a bromid SN2 sebességi állandója az etanolénak 100-250-szerese.
A szekunder szubsztrátok SN1 mechanizmus szerint lejátszódó reakciónak tankönyvi példáiban mindig bromid (vagy más erős nukleofil) távozó csoport található, ami a szekunder szénatomon végbemenő alkil nukleofil szubsztitúciós reakciók megértését 80 évig akadályozta. A 2-adamantil rendszeren (itt SN2 reakció nem lehetséges) Schleyer és munkatársai által, valamint a Weiner és Sneen által használt (kiváló nukleofil, de nagyon rossz távozó csoport) aziddal végzett munkák, továbbá a szulfonát távozó csoportok (nem nukleofil jó távozó csoportok) kifejlesztése, valamint Hughes és munkatársainak munkája – mellyel kimutatták, hogy jelentős kísérleti problémák vannak az optikailag aktív 2-brómoktán eredeti SN1 mechanizmust állító szolvolitikus reakciójában – meggyőzően bizonyítják, hogy a szekunder szubsztrátok (szokatlan, de előre jelezhető esetek kivételével) kizárólag SN2 mechanizmus szerint reagálnak.

## Versengő E2 reakció
Az SN2 reakciók során gyakori mellékreakció az E2 elimináció: az érkező anion nukleofil helyett bázisként viselkedhet, és egy proton leszakításával alként hoz létre. Ez a reakcióút akkor gyakoribb, ha az érkező ion sztérikusan gátolt, mivel ilyenkor a proton leszakítása könnyebb. Az eliminációs reakcióknak – az entrópia növekedése miatt – általában kedvez a hőmérséklet emelése. Ez a hatás bemutatható szulfonát és egyszerű alkil-bromid tömegspektrométer belsejében lejátszódó reakciójával:
Etil-bromid esetén a reakció fő terméke a szubsztitúciós termék. Ahogy az elektrofil centrum sztérikusan zsúfoltabbá válik, mint például az izobutil-bromid esetében, a szubsztitúció lehetősége csökken, és az eliminációs reakcióút válik kedvezményezetté. A másik, eliminációt segítő tényező a bázis erőssége. A kevésbé bázisos benzoát szubsztráttal az izopropil-bromid 55%-ban szubsztitúciós reakcióba lép. Általában az ilyen típusú reakciók gáz és oldat fázisban is ugyanazokat a tendenciákat követik, bár az előbbiek az oldószer hatását kizárják.

## Körforgalom mechanizmus
Egy 2008-as fejlemény felkeltette a kutatók érdeklődését, ez az SN2 körforgalom mechanizmus, melyet kloridionok és metil-jodid gáz fázisú reakciójában figyelték meg egy speciális eljárás, az úgynevezett keresztezett molekulasugaras képalkotás (crossed molecular beam imaging) segítségével. Amikor a kloridionok sebessége kellően nagy, az ütközés után termékként keletkező jodidionok energiája az előzetesen vártnál jóval alacsonyabb. Azt feltételezik, hogy az energiaveszteséget az okozza, hogy ilyenkor a metilcsoport a jódatom körül egy teljes kört tesz meg, mielőtt a tényleges reakció lejátszódna.

## Fordítás
Ez a szócikk részben vagy egészben  a   SN2 reaction című angol Wikipédia-szócikk ezen változatának fordításán alapul.  Az eredeti cikk szerkesztőit annak laptörténete sorolja fel. Ez a jelzés csupán a megfogalmazás eredetét és a szerzői jogokat jelzi, nem szolgál a cikkben szereplő információk forrásmegjelöléseként.